# Halterofilismo nos Jogos Olímpicos de Verão de 2004 - Até 105 kg masculino
A competição da categoria até 105 kg masculino do halterofilismo nos Jogos Olímpicos de Verão de 2004 realizou-se no dia 24 de agosto em Atenas. Um total de 22 atletas competiram.

## Medalhistas
| Ouro   | RUS Dmitri Berestov  |
| Prata  | UKR Igor Razoronov   |
| Bronze | RUS Gleb Pissarevski |

## Resultados
| Pos. | Nome                    | Arranco (kg) | Arremesso (kg) | Total (kg)   |
| ---- | ----------------------- | ------------ | -------------- | ------------ |
| 1    | RUS Dmitri Berestov     | 195,0        | 230,0          | 425,0        |
| 2    | UKR Igor Razoronov      | 190,0        | 230,0          | 420,0        |
| 3    | RUS Gleb Pissarevski    | 190,0        | 225,0          | 415,0        |
| 4    | MDA Alexandru Bratan    | 192,5        | 222,5          | 415,0        |
| 5    | LTU Ramūnas Vyšniauskas | 187,5        | 222,5          | 410,0        |
| 6    | AZE Alan Naniyev        | 190,0        | 220,0          | 410,0        |
| 7    | AUT Matthias Steiner    | 182,5        | 222,5          | 405,0        |
| 8    | UZB Alexandr Urinov     | 185,0        | 215,0          | 400,0        |
| 9    | BLR Mikhail Audzeieu    | 185,0        | 215,0          | 400,0        |
| 10   | UKR Mikola Gorditchuk   | 185,0        | 210,0          | 395,0        |
| 11   | GER Andre Rohde         | 177,5        | 217,5          | 395,0        |
| 12   | CUB Michel Batista      | 182,5        | 212,5          | 395,0        |
| 13   | CZE Tomas Matykiewicz   | 177,5        | 215,0          | 392,5        |
| 14   | COK Sam Pera            | 135,0        | 170,0          | 305,0        |
| 15   | ASA Eleei Ilalio        | 125,0        | 170,0          | 295,0        |
| —    | QAT Said Saif Asaad     | 192,5        | —              | DNF          |
| —    | IRI Mohsen Biranvand    | —            | —              | DNF          |
| —    | POL Robert Dołęga       | —            | —              | DNF          |
| —    | CAN Akos Sandor         | —            | —              | DNF          |
| —    | SVK Martin Tešovič      | —            | —              | DNF          |
| —    | HUN Ferenc Gyurkovics   | DSQ (doping) | DSQ (doping)   | DSQ (doping) |
| —    | HUN Zoltan Kovacs       | DSQ (doping) | DSQ (doping)   | DSQ (doping) |